# 리즌 (소프트웨어)
리즌(Reason)은 Windows PC와 Macintosh 용 음악제작 소프트웨어로, 스웨덴의 프로펠러헤드 소프트웨어에 의해 개발되었다.